# Nayala
Nayala is een van de 45 provincies van Burkina Faso. De hoofdstad is Toma.

## Geografie
Nayala heeft een oppervlakte van 3.919 km² en ligt in de regio Boucle du Mouhoun.
De provincie is onderverdeeld in zes departementen: Gassan, Gossina, Kougny, Toma, Yaba en Yé.

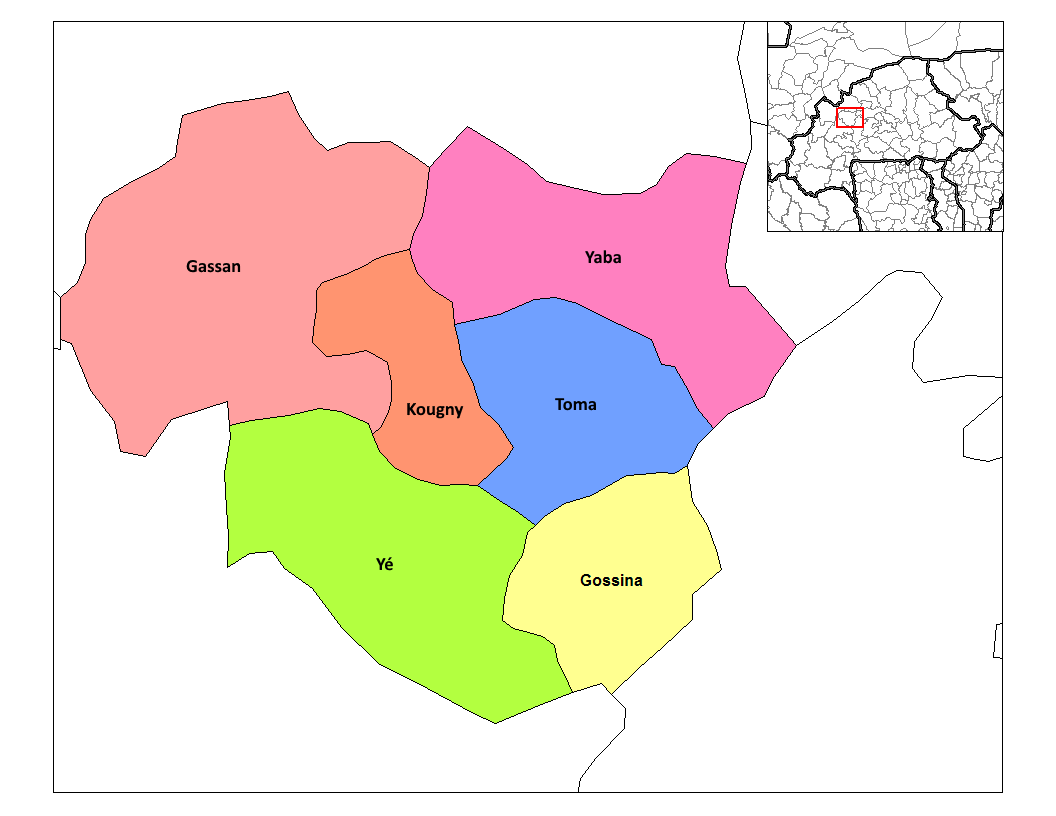
Departementen van Nayala

## Bevolking
In 1996 leefden er 136.393 mensen in de provincie. In 2019 waren dat naar schatting 223.000 mensen.
Balé · Bam · Banwa · Bazéga · Bougouriba · Boulgou · Boulkiemdé · Comoé · Ganzourgou · Gnagna · Gourma · Houet · Ioba · Kadiogo · Kénédougou · Komondjari · Kompienga · Kossi · Koulpélogo · Kouritenga · Kourwéogo · Léraba · Loroum · Mouhoun · Nahouri · Namentenga · Nayala · Noumbiel · Oubritenga · Oudalan · Passoré · Poni · Sanguié · Sanmatenga · Séno · Sissili · Soum · Sourou · Tapoa · Tuy · Yagha · Yatenga · Ziro · Zondoma · Zoundwéogo